# 坂広秋
坂 広秋（さか ひろあき、生没年不詳）は、安芸国の戦国大名毛利氏の重臣。通称は下総守、長門守。法名は道領。
父は坂匡家または坂広正、子に広明、桂広澄、広時、光永秀時、志道元良、赤川房信妻の娘がいる。
坂氏は、安芸の毛利氏庶家の一つであり、毛利元春の弟匡時（または匡定）を祖とする。匡時と匡定は親子であるとも、同一人物ともされる。

## 生涯
父は毛利豊元の代に執権であった古下総守と呼ばれた坂広正と伝わる。毛利元春死後、毛利光房の治世に毛利氏の一族庶家が分裂し、内乱状態となった。この時、坂氏は福原氏と協力して毛利本家を支援した。その功で、子孫は代々毛利家の執権を務めた。

## 坂氏と毛利氏
毛利弘元の代、隣国周防国の大内義興は足利義稙を擁立し、足利義澄を将軍に頂く中央政権と対立。弘元は幕府から大内征伐を命ぜられたが、親大内派である広秋（または広明）はこれに強固に反対。家中分裂を防ぐため、弘元は長子の興元に家督を譲り、居城吉田郡山城を退去、多治比猿掛城で隠居した。
この時、幼年であった弘元の次子松寿丸（後の毛利元就）も父とともに猿懸城に移住しているが、彼が後年、坂一族本家よりも元良の子志道広良を重用し、最終的には坂一族を滅ぼすことになったのも、この時の不信感が影響している可能性がある。
なお、坂広秋・坂広明・坂広時・坂広秀の血縁関係や活動時期は不明な点も多く、資料にも混乱が見られる。また、坂氏の系図自体も不明瞭で、坂氏が毛利氏から分かれた代から元就の代までに毛利惣領家は六代を経ているにもかかわらず、坂氏は初代の匡時、匡家親子の次にいきなり広秋の名が出てきており、時間的にかなり省略されていると云われる。上記、毛利弘元隠居のエピソードも、坂広秋ではなく、子の坂広明の代に起きた可能性もある。
坂広明の嫡子広澄は分家して桂氏を起こし、坂氏の家督は広明の弟・広時が継いだ。また、広明の後、執権職は分家し志道氏を起こした志道元良の子、志道広良が継ぐ（ただし坂広時が志道広良の前に執権職にあった可能性もある）等、坂広明の代の末期から坂広時の代の初期に、何らかの異変が坂氏周辺に起きた推測もできるが、詳細は不明である。